# Saint-André-de-Cubzac

Saint-André-de-Cubzac este o comună în departamentul Gironde din sud-vestul Franței. În 2009 avea o populație de 9.323 de locuitori.

## Evoluția populației
| An        | 1975  | 1982  | 1990  | 1999  | 2006  | 2009  |
| --------- | ----- | ----- | ----- | ----- | ----- | ----- |
| Populație | 4.984 | 5.243 | 6.341 | 7.234 | 8.306 | 9.323 |

## Personalități născute aici
- Jacques-Yves Cousteau (1910 - 1997), explorator oceanografic.